# Portrait d'un homme gros

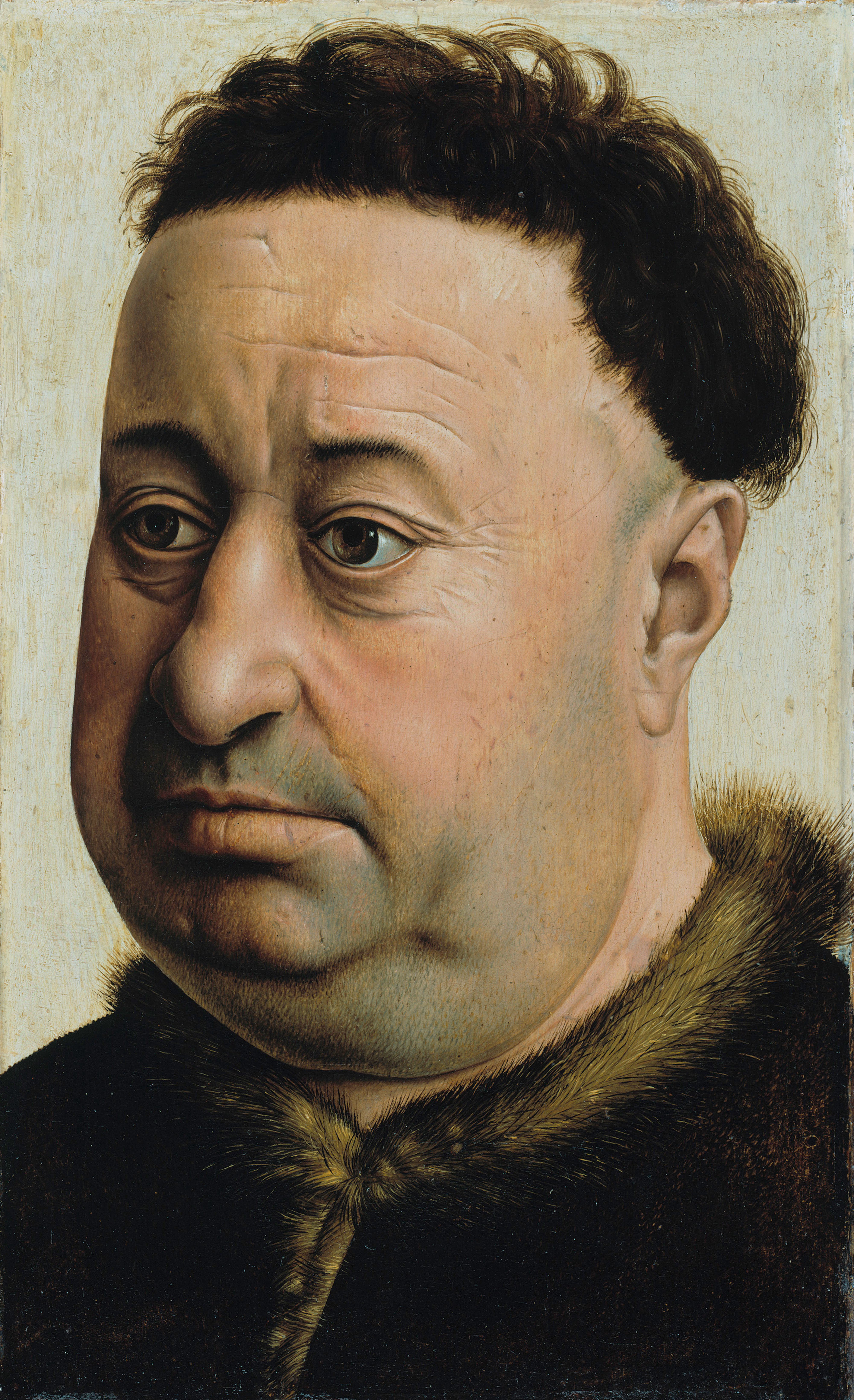
Portrait d'un Homme gros, huile sur bois de chêne, 285 x 177 mm. Version de la Gemäldegalerie, Berlin

Portrait d'un homme gros (ou Portrait d'un vaillant homme ou Portrait de Robert de Masmines) sont des noms donnés aux deux panneaux à peu près identiques attribués à l'artiste primitif flamand Robert Campin. Les deux versions sont datées de 1425, l'une se trouve à la Gemäldegalerie de Berlin et l'autre au Musée Thyssen-Bornemisza à Madrid. 

## Histoire et description
Le panneau de Madrid était dans une collection privée Belge et peu connu jusqu'en 1957. Les deux toiles ont d'abord été exposées côte à côte à la National Gallery de Londres, en 1961. Les panneaux sont considérés comme d'égale qualité et de la même main, c'est-à-dire que l'un n'est pas une copie d'atelier de l'autre. Cependant l'existence de deux peintures quasi identiques provenant d'un très jeune et célèbre maître a excité les historiens de l'art quant à leur commission, leur datation et leur origine. 
Les portraits sont réputés pour leur proche et très réaliste observation du sujet. Il n'y a là nulle flatterie ou idéalisation, et le modèle est représenté comme il était probablement : en surpoids, avec un long nez droit et des narines prononcées et un « regard malsain et charnu ». Cependant, le portrait ne peut être considéré comme une satire, une moquerie ou un jugement. L'homme a un aspect alerte et intelligent, des yeux raisonnés, et le cadrage de près, lié à un arrière-plan clair et lumineux, semble délibéré, probablement destiné à convaincre de sa personnalité et de son charisme. 
L'identification comme pouvant être Robert de Masmines (c. 1387-1430/1), chevalier Bourguignon et gouverneur du Comté de Hainaut, a été suggérée par Georges Hulin de Loo, basée sur sa ressemblance avec l'homme, représenté dans un portrait de Jacques Leboucz dans le manuscrit du Recueil d'Arras du XVIe siècle. Cependant, cette théorie n'est ni concluante ni largement acceptée.